# Spolno zlostavljanje
Spolno zlostavljanje (seksualno zlostavljanje) postoji kad jedna (ili više) osoba nameće drugoj osobi neželjeno spolno ponašanje. U Kaznenom zakonu RH se takva djela tretiraju kao "kaznena djela protiv spolne slobode".
Razlikujemo spolno zlostavljanje djece i spolno zlostavljanje odraslih
Pojedina kaznena djela iz ove grupe nose nazive "spolni odnošaj bez pristanka" (čl. 152. KZ), "silovanje" (čl. 153., tu se nedostatku pristanka pridodaje još i fizička sila), "bludne radnje" (čl. 155.), "spolno uznemiravanje" (čl. 157., tu je obuhvaćeno svako verbalno, neverbalno ili fizičko neželjeno ponašanje spolne naravi koje ima za cilj ili stvarno predstavlja povredu dostojanstva osobe, koje uzrokuje strah, neprijateljsko, ponižavajuće ili uvredljivo okruženje - kada je time pogođena osoba koja je prema počinitelju podređena ili ovisna, ili koja je posebno ranjiva zbog dobi, bolesti, invaliditeta, ovisnosti, trudnoće, teške tjelesne ili duševne smetnje), spolna zlouporaba djeteta mlađeg od 15 godina (čl. 158.), spolna zlouporaba djeteta starijeg od 15 godina (čl. 159., takvo je djelo kažnjivo jedino ako je maloljetnik počinitelju povjeren radi odgoja, učenja, čuvanja, dušobrižništva ili njege), zadovoljenje pohote pred djetetom mlađim od petnaest godina (čl. 160.), mamljenje djece za zadovoljenje spolnih potreba (čl. 161.), podvođenje djeteta (čl. 162.), iskorištavanje djece za pornografiju (čl. 163.), iskorištavanje djece za pornografske predstave (čl. 164., riječ je o predstavama koje se ne snimaju kamerom ili fotoaparatom), upoznavanje djece s pornografijom (čl. 165.).
Ovisno o težini djela, predviđaju se kazne od godine dana (za bludne radnje i spolno uznemiravanje) do čak 40 godina zatvora (kod nasilnijih djela, u slučajevima kada kao posljedica kaznenog djela nastupi smrt žrtve).
Heteroseksualnom spolnom zlostavljanju su uglavnom izložene žene i djevojčice, koje često nisu u situaciji da pruže efikasan otpor fizički snažnijim muškim napadačima i/ili su u socijalno inferiornom položaju.
Homoseksualnom spolnom zlostavljanju su uglavnom izloženi dječaci, koji su prema odraslim muškarcima na sličan način fizički i socijalno inferiorni, kao što je to slučaj sa ženama kod heteroseksualnog spolnog zlostavljanja. Prema australskim podacima 79 % žrtava "nasilne sodomije" su maloljetnici.

## Učestalost
U SAD, silovanje, najteži oblik spolnog zlostavljanja, doživi 17,4 % heteroseksualnih žena, 13,1 % lezbijki i čak 46,1 % biseksualnih žena. Biseksualne žene su najizloženije i drugim vrstama zlostavljanja, te ukupno 74,91 % biseksualki doživi neku takvu vrstu spolnog zlostavljanja, u usporedbi s 46,3 % lezbijki i 32,2 % heteroseksualnih žena. Počinitelji spolnog zlostavljanja nad ženama su muškarci, u oko 9/10 slučajeva.
U istoj zemlji, 1,4 % odraslih muškaraca iskazuje da su barem jednom u životu bili silovani od drugih muškaraca, a 4,8 % da su barem jednom bili natjereni da seksualno penetriraju drugu osobu. Neku vrstu spolnog zlostavljanja (osim rjeđih silovanja koja uključuju primjenu sile i ozbiljne prijetnje, učestvuje tu u većoj mjeri seksualna penetracija s maloljetnikom bez primjene fizičke sile) doživi barem jednom u životu 40,2 % osoba koje se u odrasloj dobi deklariraju kao homoseksualci, 47,4 % biseksualnih muškaraca i 20,8 % heteroseksualanih muškaraca. Nadalje 85.2 % lezbijki, 87.5 % biseksualnih žena i 94.7 % heteroseksualnih žena koje su bile žrtve silovanja izvješćuju da su bile žrtve muških silovatelja. Većina seksualnih odnosa takvog tipa dogodi se u djetinjstvu: procjenjuje se da u SAD svaki šesti dječak bude žrtva nekog oblika seksualnog zlostavljanja prije osamnaeste godine. Muškarci su počinitelji u 80 % slučajeva bez obzira na spol žrtve, dok preostalih 20 % čine žene. Ako je počinitelj muškarac, muške žrtve seksualnog nasilja se potom mogu preispitivati jesu li one zapravo homoseksualci, i jesu li zapravo htjele da budu izvrgnute takvom seksualnom pristupu.
Među žrtvama koji se u odrasloj dobi deklariraju kao heteroseksualci, oko jedne četvrtine je pretrpjelo zlostavljanje jedino od počinitelja koji su muškarci, nešto više od polovine i od muškaraca i od žena (u ovoj grupi imamo djecu koja su bila žrtva dječje prostitucije, koju dijelom koriste i žene), a oko 1/6 isključivo od žena. Nad žrtvama koje se u odrasloj dobi deklariraju kao biseksualci i homoseksualci, oko 3/4 je doživjelo isključivo zlostavljanje od počinitelja koji su muškarci.
Prema novijim istraživanjima, oko 25 % djevojčica i 16 % dječaka u Hrvatskoj biva izloženo nekom od oblika seksualnog zlostavljanja prije svoje četrnaeste godine.
Australski podaci ukazuju da tipična žrtva pretrpi prvo zlostavljanje s 9,5 godina, ali oko 20 % žrtava bude u času prvog zlostavljanja mlađe od 8 godina; maloljetnici mlađi od 12 godina predstavljaju pretežni dio svih žrtava spolnog zlostavljanja, izuzev heteroseksualnog silovanja gdje sudjeluju s 46 % u ukupnom broju žrtava. Međutim predstavljaju kod istospolnog silovanja dječaci mlađi od 12 godina 79 % žrtava. Također, djeca mlađa od 12 godina predstavljaju 75 % žrtava seksualnog napada uz korištenje predmeta.

### Seksualno zlostavljanje u Katoličkoj crkvi
Seksualno zlostavljanje relativno je rasprostranjen problem unutar redova Katoličke crkve. Tijekom 20. i 21. stoljeća ti slučajevi doveli su do mnogih istraga i sudskih procesa, ali i otkrića da je Katolička crkva ovaj problem često prikrivala. Slučajevi seksualnog zlostavljanja u Katoličkoj crkvi počeli su primati značajnu medijsku pozornost u 1990-im godinama u državama kao što su SAD, Kanada, Australija i Irska, a kasnije je otkriveno i rasprostranjeno zlostavljanje u Europi, uključući Hrvatsku, te u Čileu. Od 2001. do 2010. godine, Sveta Stolica istraživala je slučajeve seksualnog zlostavljanja koji su uključivali oko 3000 svećenika kroz posljednjih 50 godina, razmatrajući obrasce dugoročnog zlostavljanja i prikrivanja prijavljenih slučajeva zlostavljanja.
Prema istraživanju koje su financirali američki katolički biskupi, a koje je provedenom u Sjedinjenim Američkim Državama, oko 80 % seksualnog zlostavljanja vezano je uz svećenike s homoseksualnim sklonostima, koji u pravilu zlostavljaju dječake kod kojih je već počeo pubertet. Zaključci kardinala i crkvenog povjesničara Waltera Brandmüllera (Njemačka), koji je u studenom 2018. god. iznio svoju ocjenu da je kriza sa seksualnim zlostavljanjem zabilježena u 20. stoljeću posljedica većeg broja zaređivanja homoseksualaca za svećenike, pri čemu on ukazuje da je slična kriza – on iznosi da su danas "seksualno zlostavljanje i homoseksualnost među klerom i čak među hijerarhijom Crkve u Americi, Australiji i Europi prošireni u skoro epidemijskim razmjerima" – već zabilježena s katoličkim klerom u Italiji u XI. i XII. stoljeću, naišli su kako podršku, tako i kritiku u crkvenoj i široj javnosti.

### Seksualno zlostavljanje u sustavu državne brige za djecu
U industrijaliziranim zemljama je osobito izložena spolnom zlostavljanju kategorija djece u državnoj skrbi. Prema britanskoj studiji iz 1999. god. u kojoj je sudjelovalo 158 djece iz sustava državne skrbi koja su bila zlostavljana prije ili za vrijeme stavljanja pod skrbništvo, 82 je bilo seksualno zlostavljano, od toga je 18 doživjelo genitalnu, a 34 analnu penetraciju. Počinitelji su u 20 % slučajeva bila druga djeca, u 23 % slučajeva prirodni roditelji, a u 41 % slučajeva odgojitelji i skrbnici.
Prema istraživanju provedenom u Sjedinjenim Američkim Državama u razdoblju 1984. do 1996. godine (autori Zuravin, Benedict i Somerfield), utvrđeno je da je među 296 promatranih skrbničkih domova kojima su bila povjerena djeca kod njih 62 zabilježen barem jedan slučaj zlostavljanja: od toga 48 % slučajeva se odnosilo na seksualno zlostavljanje, pri čemu su u 64 % slučajeva zlostavljači bili skrbnici, a 20 % druga djeca u skrbničkim domovima. Istraživanjem službenih podataka o prijavljenim slučajevima zlostavljanja, Richard Wexler 2016. god. ocjenjuje da upravna tijela nadležna za poslove skrbništva sve do danas izbjegavaju istraživati i prijavljivati zlostavljanje – u nekim saveznim državama SAD godinama nema prijavljenih slučajeva, ili ih je vrlo malo – što prema znanstveno utvrđenim činjenicama nije nimalo vjerojatno: studije konzistentno ukazuju da se zlostavljanje bilježi kod jedne četvrtine do jedne trećine skrbničkih obitelji.

## Nastojanja za dekriminalizacijom
U pogledu spolnog zlostavljanja djece, postoji međunarodno organizirani napor – relativno diskretan, ali uporan – za dekriminalizaciju svih oblika spolnog zlostavljanja koji ne uključuju izravnu fizičku silu.
Ovakva nastojanja doživljavaju u društvu osudu, ali ne i pravne zabrane. Spomenuti profesor Gert Hekma ima usprkos stajalištima o "dječjoj seksualnosti" koje širi u javnosti uredni status kao predavač na gay i lezbijskim studijima Univerziteta u Amsterdamu.
U novije vrijeme, politički aktivisti desnice pokrenuli su kampanje diskreditiranja LGBT zajednice pokušajima lažnog povezivanja pedofilije s LGBT pokretom, unatoč tomu što pedofilija i dalje doživljava osudu od strane predstavnika LGBT pokreta.